# تارتوف (فیلم)
تارتوف (آلمانی: Tartüff) یک فیلم صامت درام به کارگردانی فریدریش ویلهلم مورنائو است که در سال ۱۹۲۶ منتشر شد و در سال‌های اخیر توسط «بنیاد فریدریش ویلهلم مورنائو» مرمت و ارتقا یافت.
کارل مایر فیلم‌نامهٔ این فیلم را بر پایهٔ نمایش‌نامهٔ تارتوف اثر مولیر نگاشت؛ اما بیشتر شخصیت‌های فرعی نمایش‌نامه حذف و تمرکز را بر سه شخصیت اصلی آن نهاده شد.

## بازیگران
- امیل یانینگز در نقش «آقای تارتوف»
- ورنر کراوس
- رزا والتی
- هرمان پیشا
- آندره ماتونی
- کامیلا هورن
- لیل داگوور
- لوسی هوفلیش

## میراث
در بازبینی‌های گذشته‌نگر، منتقدان درباره میزانسن فیلم اظهار نظر کردند و اجرای بازیگران را مورد تحسین قرار دادند. چندین منتقد به نادر بودن یک فیلم کمدی به کارگردانی مورنائو اشاره کردند، کسی که به خاطر درام‌های اکسپرسیونیستی‌اش مشهور بود. خط داستانی طنزآمیز و پایان خوش آن، این فیلم را به اثری فرعی در کارنامه مورنائو تبدیل کرده و جاناتان روزنبام، منتقد فیلم، را بر آن داشته تا آن را «دست کم گرفته شده» بنامد.